# Baboo (companhia aérea)

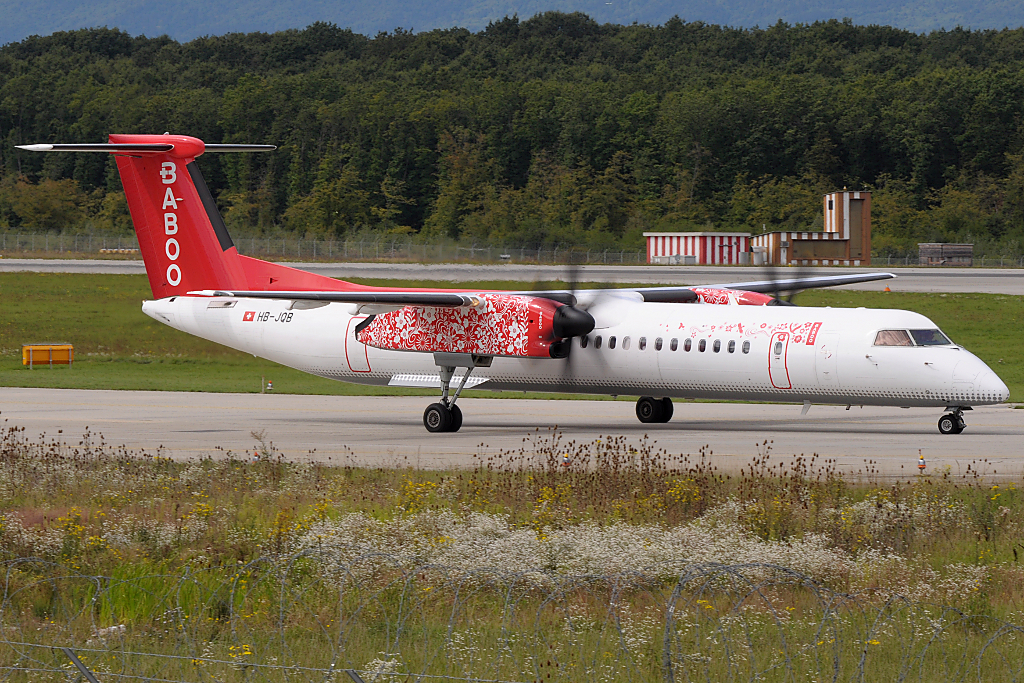
Aeronave da Baboo

Fly Baboo SA, comercializada como Baboo, foi uma companhia aérea regional com sede no Aeroporto Internacional de Genebra e em Grand-Saconnex, na Suíça. Em novembro de 2010, a empresa foi salva da falência e adquirida pelo Darwin Airline Group de Lugano.